# Randolph (villa)
Randolph es una villa ubicada en el condado de Cattaraugus en el estado estadounidense de Nueva York. En el año 2000 tenía una población de 1,316 habitantes y una densidad poblacional de 156 personas por km².

## Geografía
Randolph se encuentra ubicada en las coordenadas 42°9′36″N 78°58′59″O / 42.16000, -78.98306.

## Demografía
Según la Oficina del Censo en 2000 los ingresos medios por hogar en la localidad eran de $32,679, y los ingresos medios por familia eran $39,861. Los hombres tenían unos ingresos medios de $30,750 frente a los $21,250 para las mujeres. La renta per cápita para la localidad era de $17,812. Alrededor del 6% de la población estaban por debajo del umbral de pobreza.